# Anton de Wit
Antonius Johannes Albertus (Anton) de Wit (Bergen op Zoom, 1979) is een Nederlands journalist en redacteur van het Katholiek Nieuwsblad.

## Jeugd en opleiding
De Wit groeide op in Ossendrecht, in een katholiek gezin. Zijn vader zong in een kerkkoor en zelf was hij misdienaar in de Sint-Gertrudiskerk. 
Hij studeerde journalistiek aan de Fontys Hogeschool in Tilburg.

## Carrière
De Wit begon zijn loopbaan bij het Algemeen Dagblad. Hierna werd hij eindredacteur bij de Radboudstichting en voor de Ignis Webmagazine. Sinds 2017 is hij fulltime hoofdredacteur van het Katholiek Nieuwsblad. Daarnaast heeft hij een groot aantal boeken gepubliceerd.

## Publicaties
- (2005) Liefu Sinturklaas
- (2007) Religie in het publieke domein
- (2008) Het balkon. Op zoek naar lucht en licht.
- (2008) Christendom
- (2009) Het Mysterie, de weg naar wijsheid en geluk
- (2010) Een kleine theologie van gewone dingen
- (2011) Van klokken en klepels
- (2017) Uitgedut!
- (2023) Geloof jij het?